# Mileto
Mileto (en cario: Anactoria; en hitita: Milawata, en licio: Millawanda; en griego antiguo: Μίλητος Mílētos; en turco: Milet) fue una antigua ciudad griega de la costa occidental de Anatolia (en la actual provincia de Aydın en Turquía), cerca de la desembocadura del río Menderes en la antigua Caria. Sus ruinas están situadas cerca de la actualmente habitada localidad de Balat. 
Antes de la invasión persa a mediados del siglo VI a. C., Mileto era considerada la más grande y rica de las ciudades griegas.
La evidencia del primer asentamiento en el lugar se ha hecho inaccesible, debido al aumento del nivel del mar y la deposición de sedimentos del río Menderes. La primera evidencia disponible es del Neolítico. 
A principios y mediados de la Edad del Bronce,  quedó bajo la  influencia minoica. La leyenda cuenta que se produjo una gran afluencia de la actual ciudad de Mílatos en Creta, mencionada por Homero en el Catálogo de las naves de la Ilíada, lo que llevó a un desplazamiento de los indígenas léleges.
A finales de la Edad del Bronce, en el siglo XIII a. C., llegaron los hablantes de la lengua luvita procedentes de la zona centro-sur de Anatolia, que se hacían llamar los carios. Más tarde en ese siglo llegaron otros griegos. La ciudad en ese momento se rebeló contra el Imperio Hatti. Después de la caída de ese imperio la ciudad fue destruida en el siglo XII a. C. y a partir del año 1000 a. C. fue reasentada extensamente por los griegos jónicos. La leyenda propone un acontecimiento de creación jónica bajo el auspicio de su creador, Neleo del Peloponeso.
La Edad Oscura griega fue una época de asentamiento jónico y consolidación en una alianza llamada la Liga Jónica. La época arcaica de Grecia comenzó con un repentino y brillante destello de arte y filosofía en la costa de Anatolia. En el siglo VI a. C., Mileto fue el lugar de origen de la tradición filosófica (y científica) griega, cuando Tales, seguido por Anaximandro y Anaxímenes (conocidos colectivamente por los eruditos modernos, como la Escuela de Mileto) comenzaron a especular sobre la constitución material del mundo, y a proponer explicaciones naturalistas especulativas (en oposición a las tradicionales y sobrenaturales) para diversos fenómenos naturales.
Mileto es el lugar de nacimiento de Isidoro, el arquitecto de Santa Sofía (e inventor del contrafuerte), Tales, un filósofo griego pre-socrático (y uno de los Siete Sabios de Grecia) en el año 624 a. C., considerado por los clásicos como el "Primer filósofo" y Anaximandro, su más importante discípulo, en el año 610 a. C.

## Geografía

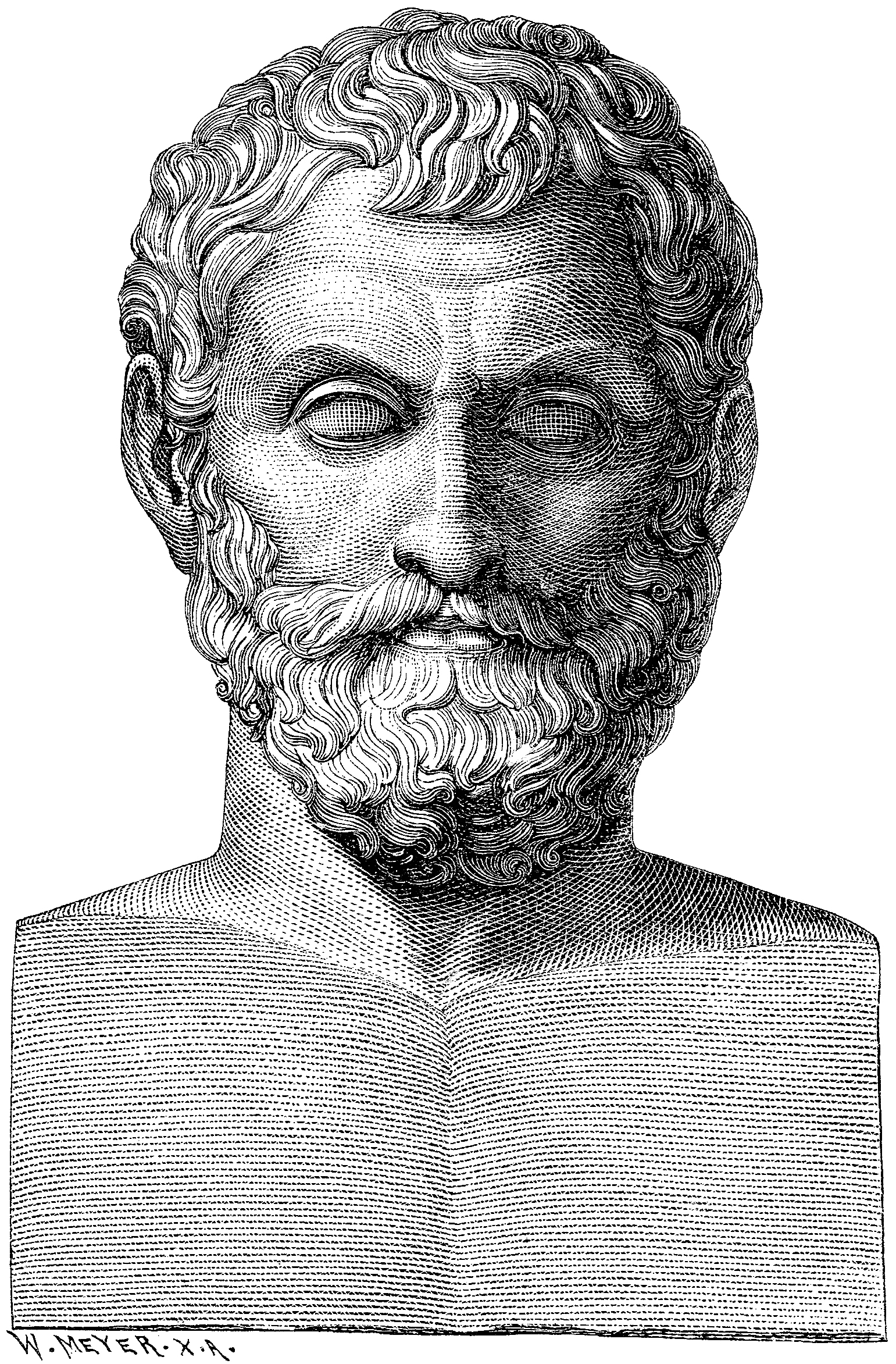
Tales de Mileto fue un filósofo, matemático, geómetra, físico y legislador griego.

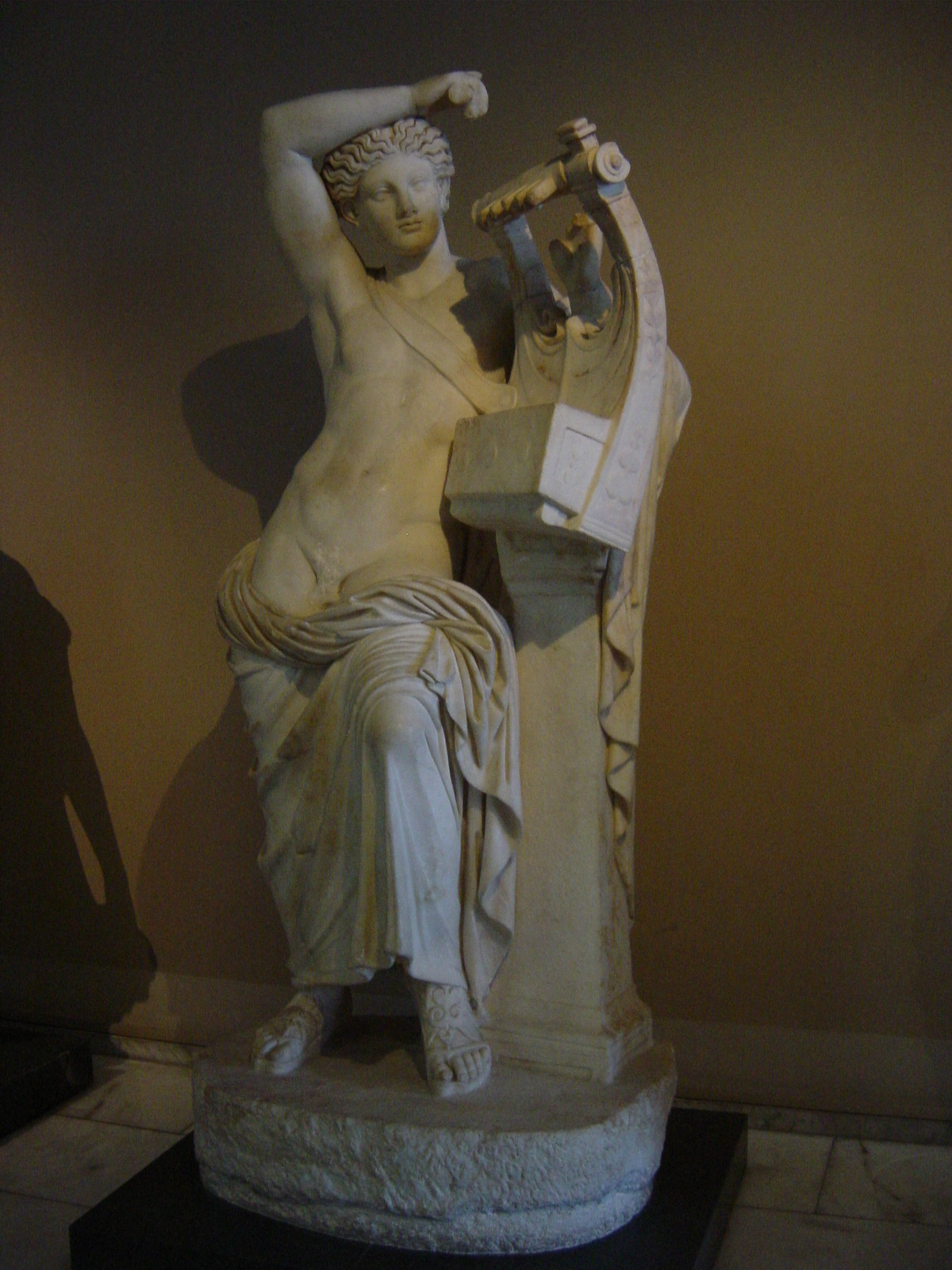
Escultura de Apolo en Mileto.

Las ruinas aparecen en los mapas por satélite a 37°31.8'N 27°16.7'E, a unos 3 km al norte de Balat y 3 km al este de Batıköy en la provincia de Aydin, Turquía.
En la antigüedad, la ciudad poseía un puerto en la entrada sur de una gran bahía, en la que se encontraban otras dos de las doce ciudades jónicas tradicionales: Priene y Miunte. El puerto de Mileto estaba además protegido por la pequeña isla cercana de Lade. A lo largo de los siglos, el golfo sufrió una deposición con el aluvión transportado por el río Menderes. Priene y Miunte habían perdido sus puertos en la época romana, y el propio Mileto se convirtió en una ciudad de interior a principios de la era cristiana; los tres fueron abandonados a la ruina a medida que sus economías fueron estranguladas por la falta de acceso al mar. Hay un monumento al gran puerto donde, según el relato del Nuevo Testamento, el apóstol Pablo se detuvo en su camino de regreso a Jerusalén en barco. Conoció a los ancianos de Éfeso y luego se dirigió a la playa para despedirse de ellos, como consta en el libro de Hechos de los Apóstoles 20:17-38.

### Geología
Durante el Pleistoceno la región de Mileto fue sumergida en el Mar Egeo. Posteriormente emergió lentamente, alcanzando el mar un nivel bajo de unos 130 metros (430 pies) por debajo del nivel actual, a unos 18.000 AP. El sitio de Mileto era parte del continente.
Hacia el 5500 AP el nivel del mar se encontraba aproximadamente 1,75 metros por debajo de la altura actual, creando varias islas de bloques kársticos de piedra caliza, la ubicación de los primeros asentamientos en Mileto. Hacia 1500 a. C. el karst se desplazó debido a pequeños movimientos de la corteza y las islas se consolidaron en una península. Desde entonces, el mar ha subido 1,75 metros, pero la península está rodeada de sedimentos del río Menderes y ahora no tiene salida al mar. La sedimentación del puerto comenzó alrededor del año 1000 a. C., y para el año 300 d. C. se había creado el Lago Bafa.

## Mitología
Los mitos griegos refieren que la ciudad fue fundada por un héroe llamado Mileto, que huyó de Creta para evitar ser forzado a convertirse en el erómeno del rey Minos (según Antonino Liberal, basado en Nicandro). Estos mitos antiguos relatan que el héroe Mileto fundó la ciudad después del asesinato de un gigante llamado Asterión, hijo de Anax, y que la región conocida como Mileto se llamaba originariamente Anactoria.
Homero dice que durante la época de la guerra de Troya era una ciudad caria (Ilíada, canto II) que intervino en la guerra en el bando troyano, y que a sus soldados los capitaneaban Anfímaco y Nastes, ambos hijos de Nomión.
Los especialistas señalan que Neleo, hijo de Codro de Atenas, llegó a Mileto después del retorno de los Heráclidas (por tanto, durante la llamada invasión dórica). Los jonios mataron a los hombres de Mileto y se casaron con sus viudas.

## Historia

### Neolítico

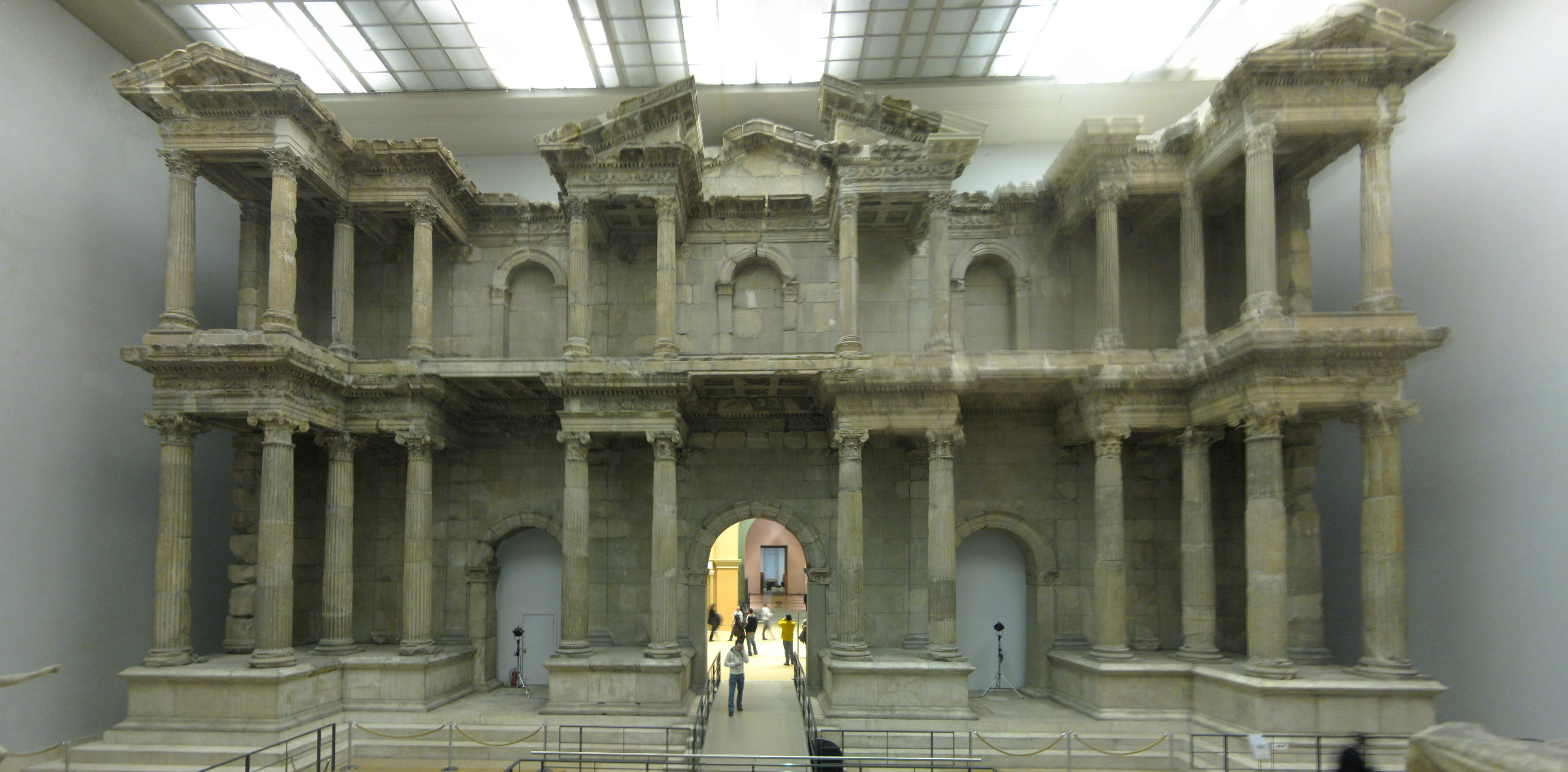
La puerta del ágora en el museo de Pérgamo.

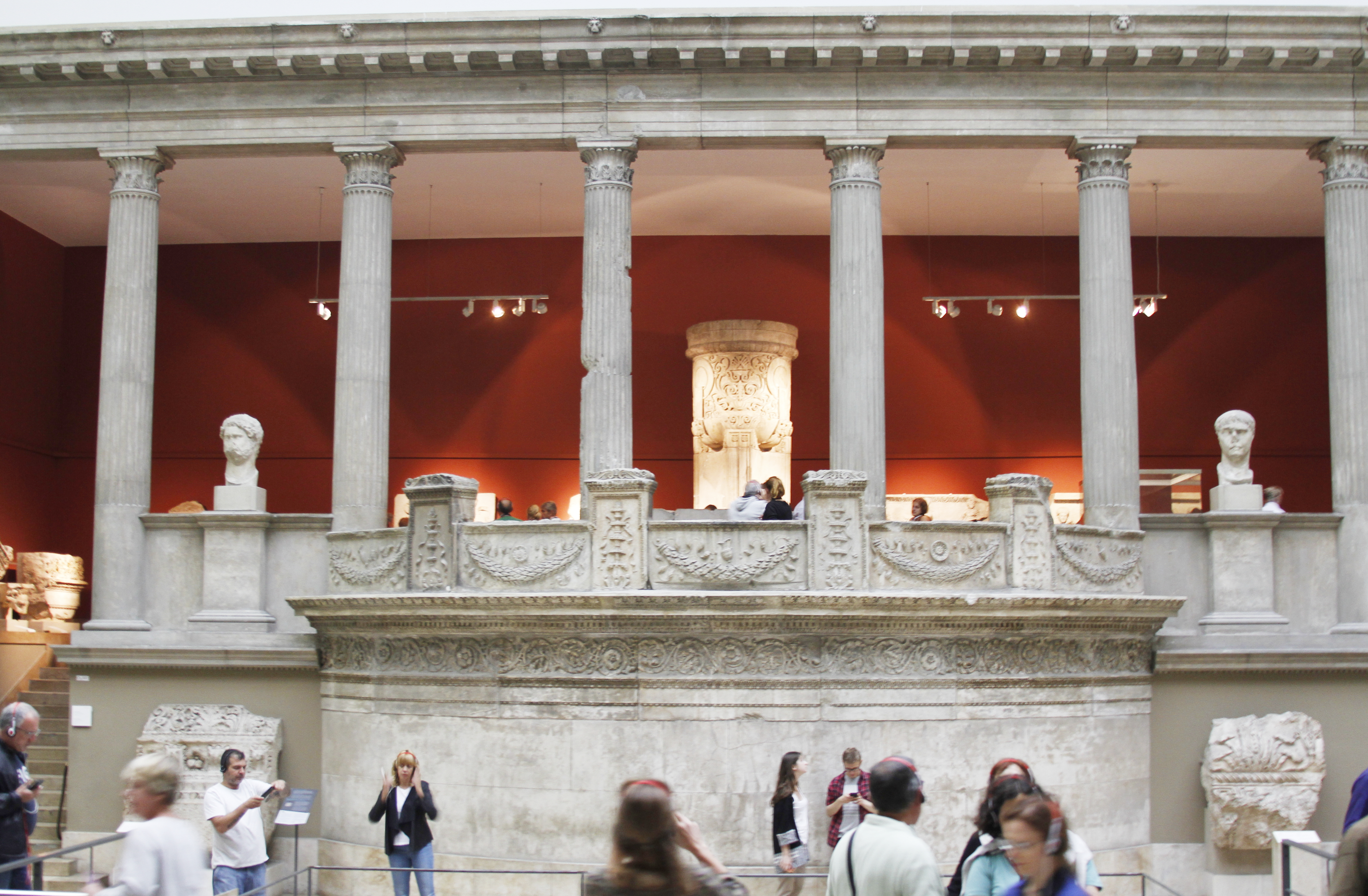
La puerta del ágora en el museo de Pérgamo.

Las primeras evidencias arqueológicas disponibles indican que las islas en las que se ubicó originalmente Mileto estaban habitadas por una población neolítica en los años 3500-3000 a. C. El polen en muestras de testigos del lago Bafa en la región de Latmos, en el interior de Mileto, sugiere que en el valle de Menderes prevaleció una vegetación potencial de leves pastos, que de otra manera no había sido cultivado. En los manantiales, numerosos y a veces el gradiente geotérmico, hicieron que los asentamientos fueran escasos en el neolítico, debido a esta relieve kárstico. Las islas de la costa se establecieron quizás por su importancia estratégica en la desembocadura del Menderes, una ruta hacia el interior protegida por escarpaduras. El valle podría ser de los pastores, pero el lugar miraba hacia el mar.

### Edad del Bronce
La historia registrada en Mileto comienza con los registros del Imperio hitita y la civilización micénica de Pilos y Cnosos, en la Bronce Tardío. La arqueología prehistórica de la Edad Media y Temprana del Bronce retrata una ciudad fuertemente influenciada por la sociedad y los acontecimientos en otras partes del Egeo, más que en el interior.

#### Período minoico
A partir del 1900 a. C. aproximadamente, los objetos de la civilización minoica adquiridos por el comercio llegaron a Mileto. Durante algunos siglos, el lugar recibió un fuerte impulso de esa civilización, un hecho arqueológico que tiende a sustentar, pero no necesariamente confirmar, la leyenda fundadora, es decir, la afluencia de población, procedente de Creta. Según Estrabón:
Éforo de Cime dice: Mileto fue fundado y fortificado por los cretenses sobre el mar, donde ahora se encuentra Mileto de los tiempos antiguos, siendo colonizado por Sarpedón, quien trajo colonos del Mileto cretense y nombró a la ciudad con el nombre de Miletous, el lugar que antes estaba en posesión de los Léleges.
Las leyendas contadas como historia por los historiadores y geógrafos antiguos son quizás las más fuertes; los últimos biógrafos no tienen nada de significativo en la historia que contar.

#### Periodo micénico

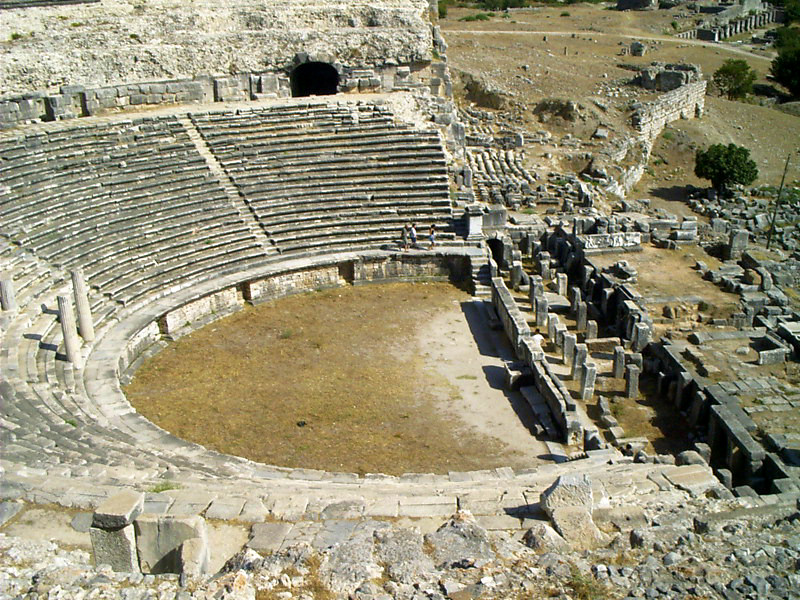

Mileto fue una fortaleza micénica en la costa de Asia Menor entre 1450 y 1100 a. C. En el año 1320 a. C., la ciudad apoyó una rebelión anti-hitita de Uhha-Ziti de la cercana Arzawa. Mursili II ordenó a sus generales Mala-Ziti y Gulla que atacaran Mileto, y procedieron a quemar partes de ella; los daños causados por el período heládico encontrados en el lugar han sido asociados con este ataque. Además, la ciudad fue fortificada según un plan hitita.
Mileto es mencionado en la "Carta de Tawagalawa", parte de una serie que incluye la Carta de Manapa-Tarhunta y la Carta de Milawata, todas ellas fechadas de manera menos precisa. La Carta de Tawagalawa señala que Milawata tenía un gobernador, Atpa, que estaba bajo la jurisdicción de Ahhiyawa (un estado en crecimiento probablemente en la Grecia micénica del período heládico); y que la ciudad de Atriya estaba bajo la jurisdicción micénica. La carta de Manapa-Tarhunta también menciona a Atpa. Juntas, las dos cartas cuentan que el aventurero Piyamaradu había humillado a Manapa-Tarhunta ante Atpa (además de otras desventuras); un rey hitita persiguió a Piyamaradu hasta Millawanda y, en la carta de Tawagalawa, solicitó la extradición de Piyamaradu a Hatti.
La Carta de Milawata menciona una expedición conjunta del rey hitita y un vasallo luvitano (probablemente Kupanta-Kurunta de Mira) contra Mileto, y señala que la ciudad (junto con Atriya) estaba ahora bajo control hitita.
Homero menciona que durante la época de la guerra de Troya, Mileto fue aliado de Troya y ciudad de los carios, bajo Néstor y Anfímaco.
En la última etapa del período heládico, la ciudadela de la Edad de Bronce, Pilos contaba entre sus esclavas con una mi-ra-ti-ja, que significa en griego micénico "mujeres de Mileto", escrito en letras silábicas lineal B. Durante el colapso de la civilización de la Edad de Bronce, Mileto fue quemado de nuevo, presumiblemente por los pueblos del mar.

### Edad Oscura
Los mitógrafos contaron que Neleo, hijo de Codro, el último rey de Atenas, había llegado a Mileto después del "Regreso de los Heráclidas" (es decir, durante la Edad Media griega). Los jonios mataron a los hombres de Mileto y se casaron con sus viudas. Este es el comienzo mítico de la alianza duradera entre Atenas y Mileto, que desempeñó un papel importante en las guerras médicas posteriores.

### Época arcaica

Mapa de Mileto y ciudades principales en el periodo en que formaba parte del reino de Lidia.

La ciudad de Mileto se convirtió en una de las doce ciudades griegas jónicas de Asia Menor.
Mileto fue una de las ciudades involucradas en la guerra Lelantina del siglo VIII a. C.

#### Lazos con Mégara
Se sabe que Mileto tiene vínculos con Mégara en Grecia. Según algunos estudiosos, estas dos ciudades habían establecido una "alianza de colonización". En los siglos VII y VI a. C., las dos actuaron de mutuo acuerdo.

Santuarios griegos, incluidos aquellos que contaban con oráculos.

Ambas ciudades actuaron bajo el liderazgo y la autorización de un oráculo de Apolo. Mégara cooperó con la de Delfos. Mileto tenía su propio oráculo de Apolo Didymeus Milesios en Dídima. Además, hay muchos paralelismos en la organización política de ambas ciudades.
Según Pausanias, los megarenses dijeron que su pueblo debió su origen a Car, el hijo de Foroneo, que construyó la ciudadela llamada Caria.
A finales del siglo VII a. C., el tirano Trasíbulo conservó la independencia de Mileto durante una guerra de 12 años contra el imperio Lidio. Trasíbulo era un aliado del famoso tirano corintio Periandro.
Mileto fue un importante centro de filosofía y ciencia, produciendo hombres como Tales, Anaximandro y Anaxímenes. Al referirse a este período, el profesor de estudios religiosos Francis Edward Peters describió el pandeísmo como "el legado de los miletos".
En el siglo VI a. C., Mileto se había ganado un imperio marítimo con muchas colonias, pero se enfrentó a la poderosa Lidia en casa y a los tiranos Polícrates de su vecino del oeste, Samos.

### Primer período aqueménida

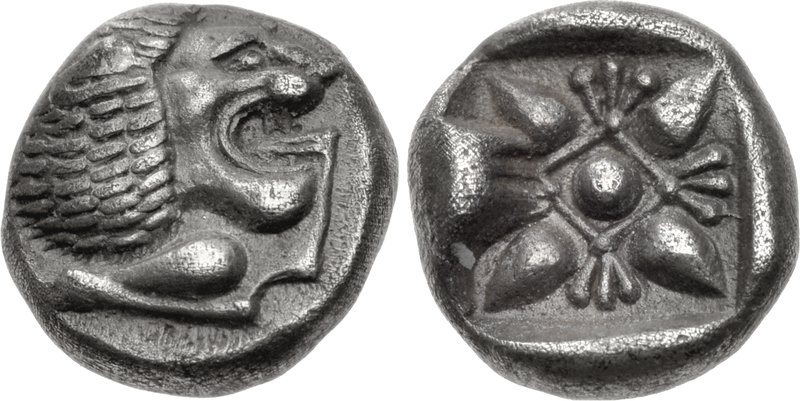
Montaje de Mileto en la época de Aristágoras. Finales del -principios del

Cuando Ciro II el Grande derrotó a Creso de Lidia a mediados del siglo VI a. C., Mileto cayó bajo el Imperio aqueménida. En el año 499 a. C., el tirano de Mileto, Aristágoras, se convirtió en el líder de la revuelta jónica contra los persas bajo el mando Darío I el Grande, quien aplastó esta rebelión y castigó a Mileto vendiendo a todas las mujeres y niños como esclavos, matando a los hombres y expulsando a todos los jóvenes como eunucos, asegurando así que ningún ciudadano de Mileto nacería de nuevo. Un año después, Frínico produjo la tragedia la Captura de Mileto en Atenas. Los atenienses lo multaron por recordarles su pérdida.

### Período griego clásico

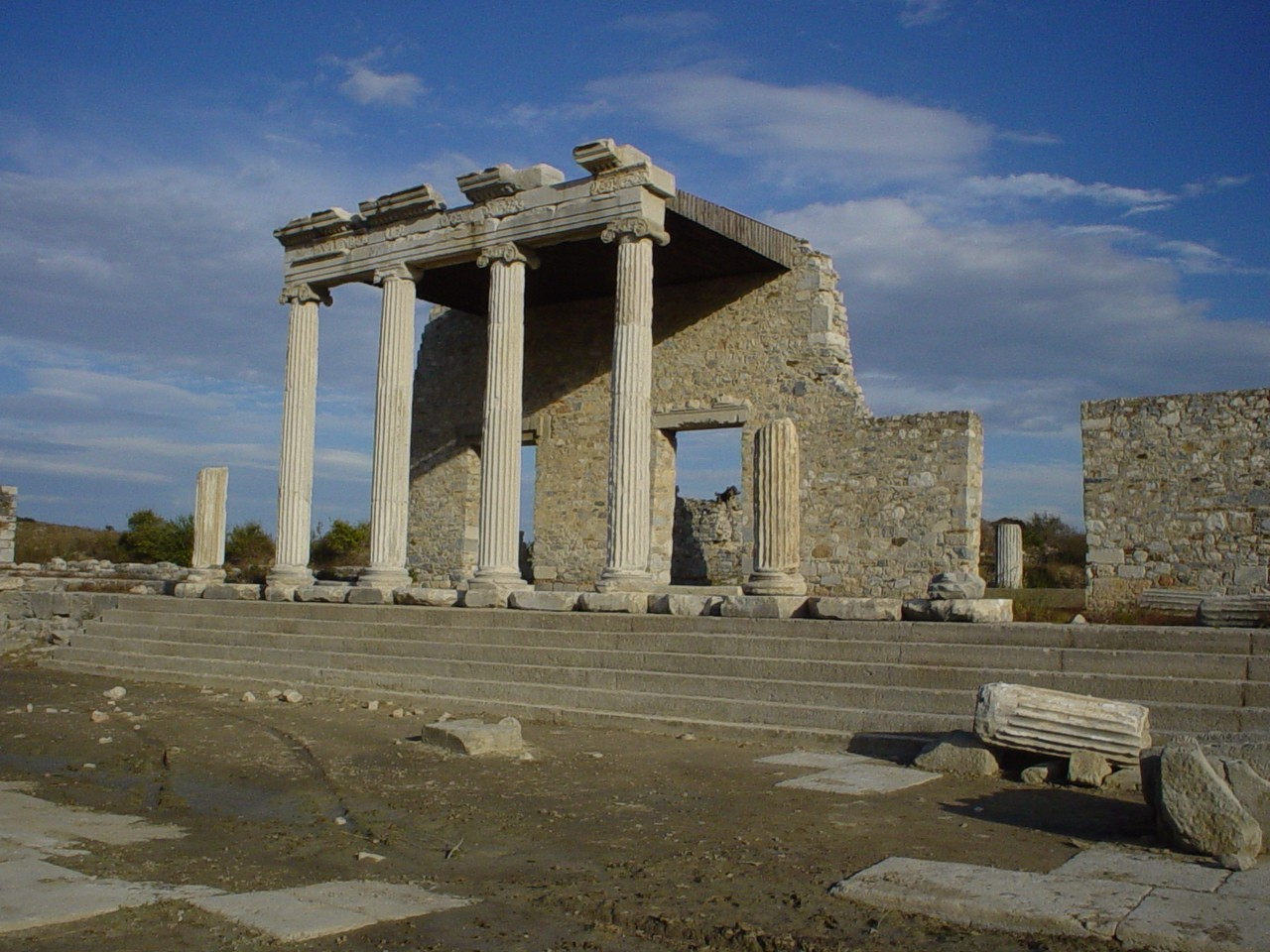
El pórtico jónica en el camino sagrado

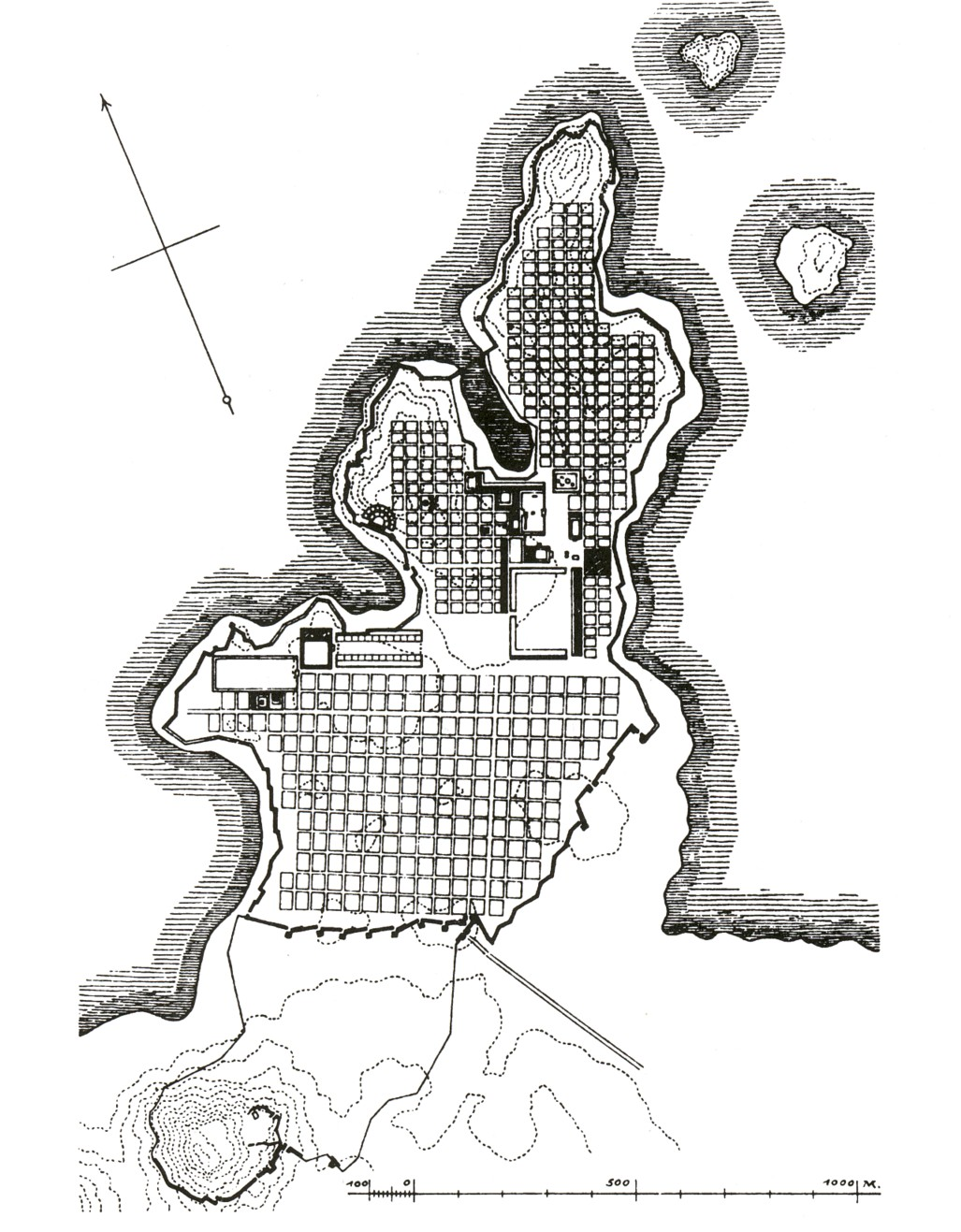
El plan de Mileto en la época clásica

En el año 479 a. C. los griegos derrotaron decisivamente a los persas en el continente griego en la batalla de Platea, y Mileto fue liberado del dominio persa. Durante esa época, los colonos milesios fundaron otras ciudades que se extienden por la moderna Turquía e incluso hasta Crimea. El trazado en cuadrícula de la ciudad se hizo famoso y sirvió de modelo básico a las ciudades romanas.

### Segundo período aqueménida
En el año 387 a. C. la Paz de Antálcidas dio al Imperio aqueménida persa del rey Artajerjes II el dominio de las ciudades-estado griegas de Jonia, incluida Mileto.
En el año 358 a. C. Artajerjes II murió y fue sucedido por su hijo Artajerjes III, quien en el año 355 a. C. obligó a Atenas a concluir una paz que requería que sus fuerzas dejaran Asia Menor (Anatolia) y reconocieran la independencia de sus aliados rebeldes.

### Período macedonio
Mediante el asedio de la ciudad del año 334 a. C., Alejandro Magno de Macedonia arrebató la ciudad a los persas, como hizo poco después con la mayor parte de Asia Menor. En este período la ciudad alcanzó su mayor extensión: el recinto amurallado abarcaba una superficie de unas noventa hectáreas.
Cuando Alejandro murió en el año 323 a. C., Mileto quedó bajo el control de Ptolomeo, gobernador de Caria, y su sátrapa de Lidia, Asandro, que había llegado a ser autónoma. En el año 312 a. C. el general macedonio Antígono I el Tuerto envió a Décimo y a Medio de Larisa para que liberaran la ciudad y otorgaran autonomía, restaurando así el régimen democrático hereditario. Después de que Antígono I fue asesinado en la batalla de Ipsos en 301 a. C. por la coalición de Lisímaco, Casandro, y diádoco Nicátor, fundador del Imperio seléucida, Mileto mantuvo buenas relaciones con todos los sucesores después de que Seleuco I Nicátor hizo donaciones sustanciales al santuario de Dídima y devolvió la estatua de Apolo que había sido robada por los persas en 494 a. C.
En el año 295 a. C. el hijo de Antígono I, Demetrio Poliorcetes, fue el arconte de la ciudad, que se alió con Ptolomeo I Sóter, mientras que Lisímaco asumió el poder en la región, aplicando una política estricta hacia las ciudades griegas mediante la imposición de altos impuestos, lo que obligó a Mileto a recurrir a los préstamos.

### Período seléucida
Entre los años 287 y 286 a. C. Demetrio Poliorcetes regresó, pero no pudo mantener sus posesiones y fue encarcelado en Siria. Nicocles de Sidón, el comandante de la flota de Demetrio, entregó la ciudad. Lisímaco dominó hasta el año 281 a. C., cuando fue derrotado por los seléucidos en la batalla de Corupedio. Entre el 280 y 279 a. C. los miletos adoptaron un nuevo sistema cronológico basado en los seléucidos.

### Período egipcio
En el año 279 a. C. la ciudad fue arrebatada al rey seléucida Antíoco II Theos por el rey egipcio Ptolomeo II, quien donó una gran extensión de tierra para cimentar su amistad, y permaneció bajo dominio egipcio hasta finales de siglo.
Arístides de Mileto, fundador de la escuela de literatura de Mileto, vivió en el siglo II a. C.

### Período romano
El Nuevo Testamento menciona a Mileto como el lugar donde el apóstol Pablo en el año 57 d. C. se reunió con los ancianos de la iglesia de Éfeso cerca de la clausura de su Tercer Viaje Misionero, como consta en Hechos de los Apóstoles (Hechos 20:15-38). Se cree que Pablo se detuvo en el Monumento al Gran Puerto y se sentó en sus escalones. Pudo haberse reunido allí con los ancianos de Éfeso y luego se despidió de ellos en la playa cercana. Mileto es también la ciudad donde Pablo dejó a Trófimo, uno de sus compañeros de viaje, para recuperarse de una enfermedad (2 Timoteo 4:20). Debido a que esta no puede ser la misma visita que la de Hechos 20 (en la cual Trófimo acompañó a Pablo hasta Jerusalén, según Hechos 21:29), Pablo debe haber hecho por lo menos una visita adicional a Mileto, tal vez tan tarde como el 65 o 66 d. C. El exitoso ministerio previo de tres años de Pablo en el cercano Éfeso resultó en la evangelización de toda la provincia de Asia (ver Hechos 19:10, 20; 1 Corintios 16:9). Es seguro asumir que por lo menos en el momento de la segunda visita del apóstol a Mileto, una joven comunidad cristiana fue establecida en Mileto.

### Período bizantino
Durante la época bizantina la ciudad de Mileto fue elevada a arzobispado y más tarde a ciudad obispado. El pequeño castillo bizantino llamado Palatia, situado en la colina al lado de la ciudad, fue construido en esta época. Mileto estaba encabezado por un administrador.

### El dominio turco

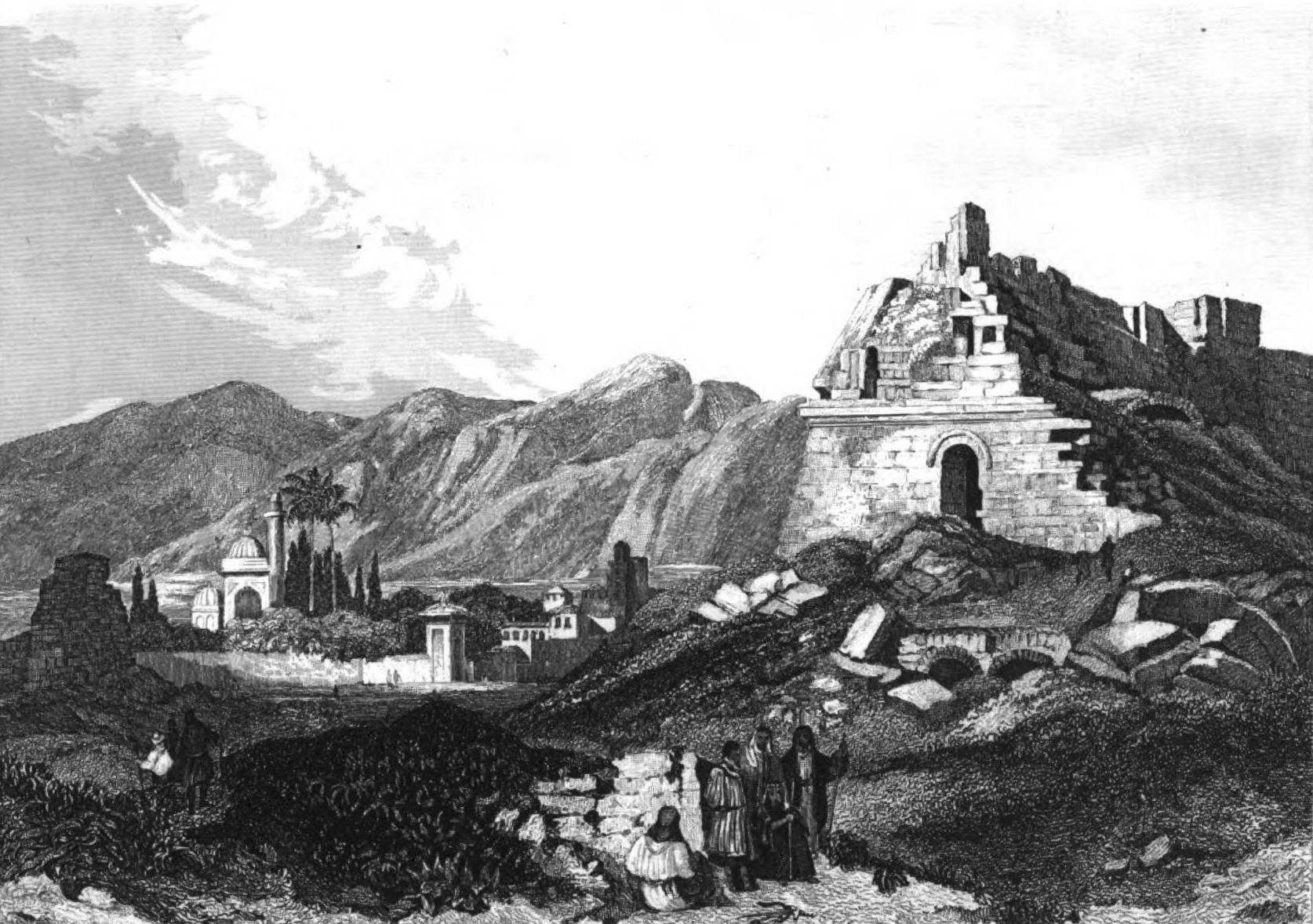
Ilustración de Mileto

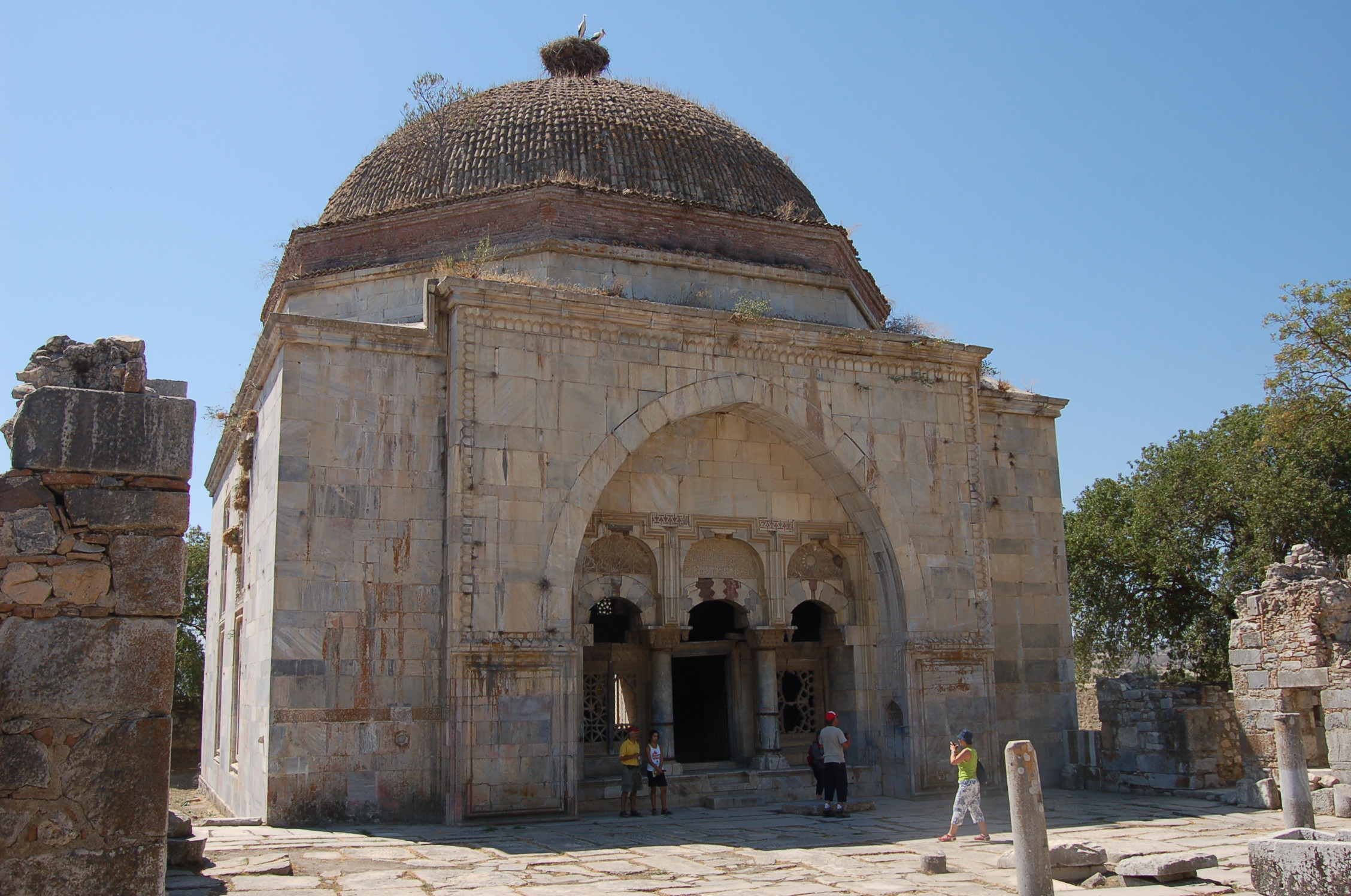
Mezquita de Ilyas Bey de periodo de Imperio Otomano en Mileto.

Los turcos selyúcidas conquistaron la ciudad en el siglo XIV y utilizaron Mileto como puerto para comerciar con Venecia.
En el siglo XV los otomanos utilizaron la ciudad como puerto durante su gobierno en Anatolia. Al sedimentarse el puerto, la ciudad fue abandonada. Debido a la antigua y subsiguiente deforestación, el pastoreo excesivo (principalmente por rebaños de cabras), la erosión y la degradación del suelo, las ruinas de la ciudad se encuentran a unos 10 km (6,2 millas) del mar, con sedimentos que llenan las crestas de la llanura y las colinas desnudas, sin suelos ni árboles, quedando una maquia.
El Complejo Ilyas Bey de 1403 con su mezquita es un sitio del patrimonio cultural de Europa Nostra en Mileto.

### Excavaciones arqueológicas
Las primeras excavaciones en Mileto fueron realizadas por el arqueólogo francés Olivier Rayet en 1873, seguido por los arqueólogos alemanes Julius Hülsen y Theodor Wiegand entre 1899 y 1931. Las excavaciones, sin embargo, fueron interrumpidas varias veces por guerras y otros eventos. Carl Weickart excavó durante una corta temporada en 1938 y de nuevo entre 1955 y 1957 Fue seguido por Gerhard Kleiner y luego por Wolfgang Muller-Wiener. Hoy en día, las excavaciones son organizadas por la Universidad del Ruhr de Bochum, Alemania.
Un objeto extraordinario recuperado de la ciudad durante las primeras excavaciones del siglo XIX, la puerta del mercado de Mileto, fue transportado pieza por pieza a Alemania y reensamblado. Actualmente se exhibe en el Museo de Pérgamo de Berlín. La principal colección de objetos se encuentra en el Museo de Mileto de Didim, Aydın, abierto desde 1973.

## Colonias

Colonias milesias en el mar Negro/Ponto Euxino.

Mileto se hizo famoso por el gran número de colonias que fundó. Fue considerada la mayor metrópoli griega y fundó más colonias que cualquier otra ciudad griega. Plinio el Viejo menciona 90 colonias fundadas por Mileto en su enciclopedia Historia natural, entre ellas:
- Samsun
- Sozopol
- Sujumi
- Istros
- Cotiora
- Varna (Bulgaria)
- Olbia (Mar Negro)
- Panticapeo
- Fanagoria
- Fasis (ciudad)
- Pitsunda
- Sinope (Turquía)
- Tanais
- Feodosia
- Constanza (Rumanía)
- Tiras
- Trebisonda

## Habitantes ilustres
- Tales (624 a. C.-546 a. C.), filósofo presocrático
- Anaximandro (610 a. C.-546 a. C.), filósofo pre-socrático y geógrafo
- Cadmo (550 a. C.), escritor
- Anaxímenes (585 a. C.-525 a. C.), filósofo presocrático
- Aristágoras (siglo VI-siglo V a. C.), tirano de Mileto
- Hecateo (550 a. C.-c. 476 a. C.), historiador
- Leucipo (siglo V a. C.), filósofo y físico
- Hipodamo (498-408 a. C.), arquitecto, planificador urbanístico, matemático, meteorólogo y filósofo, considerado el padre del planteamiento urbanístico, que dio nombre al plan hipodámico
- Aspasia (470-400 a. C.) madre de un hijo de Pericles, maestra de retórica y logógrafa
- Arístides (siglo II a. C.), escritor
- Isidoro (siglo VI d. C.), arquitecto
- Hesiquio (siglo VI d. C.), historiador y biógrafo

## Turismo
Monumentos y lugares de interés:
- Templo de Apolo Delfinio.[29]